# Robin Fåhræus

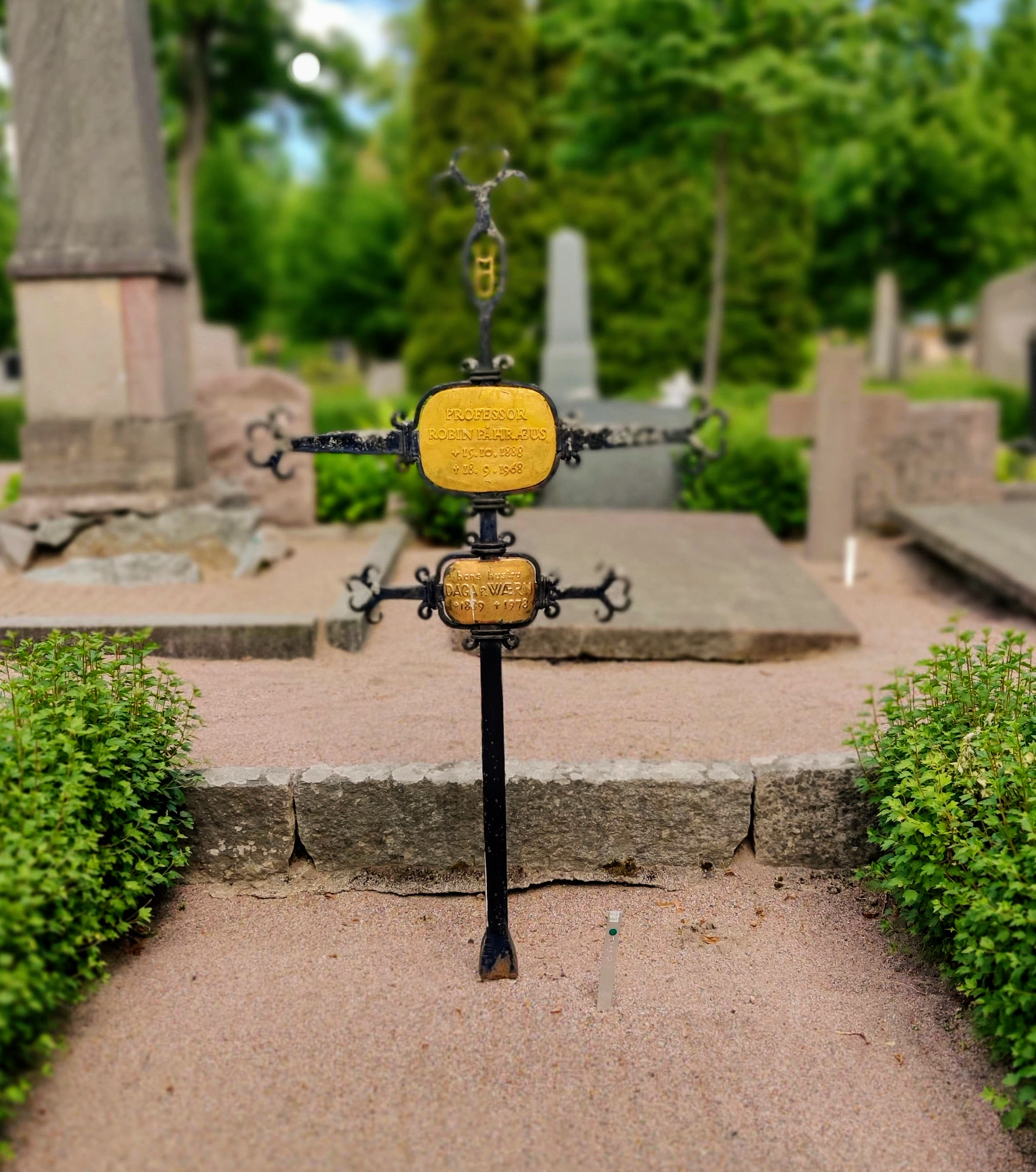
Grab von Robin Fåhræus (Alter Friedhof Uppsala)

Robin Fåhræus (* 15. Oktober 1888 in Stockholm; † 18. September 1968) war ein schwedischer Pathologe und Hämatologe an der Universität Uppsala. Er hatte 1918 die Blutkörperchensenkungsgeschwindkeit bestimmt. 
Robin Fåhræus studierte am Karolinska-Institut in Stockholm Medizin, wurde 1922 promoviert, habilitierte sich und erhielt 1928 den Lehrstuhl für pathologische Anatomie an der Universität in Uppsala.
Im Jahr 1926 wurde Robin Fåhræus als Mitglied in die Deutsche Akademie der Naturforscher Leopoldina aufgenommen.
Zwischen 1929 und 1941 wurde Robin Fåhræus 17-mal für einen Nobelpreis nominiert, hat ihn aber nie erhalten.
Nach Robin Fåhræus ist der Fåhræus-Lindqvist-Effekt benannt, den Robin  Fåhraeus und Torsten Lindqvist (1906–2007) in einem 1931 im American Journal of Physiology veröffentlichten Artikel beschrieben und der die Abnahme der scheinbaren Viskosität des Blutes bei abnehmendem Durchmesser eines Gefäßes bezeichnet.
Robin Fåhræus wurde auf dem Alten Friedhof von Uppsala beigesetzt.

## Schriften (Auswahl)
- The Suspension‐stability of the blood. In: Acta Medica Scandinavica. Band 55, (Stockholm) 1921, S. 1–228 (Digitalisat).
- mit Torsten Lindqvist: The viscosity of the blood in narrow capillary tubes. In: American Journal of Physiology. Band 96, 1931, S. 562–568.
- Der Strömungswiderstand des Blutes in verschiedenen Teilen des Gefässystems. Almqvist & Wiksells, Uppsala 1932.
- Basic facts concerning humoral pathology an relics of these in the language an in folk-medicine. In: ARV. Tidskrift för Nordisk folkminnesforsking. Band 18–19, 1962–1963, S. 165–179.
  - Grundlegende Fakten über die Pathologie der Körpersäfte und ihrer Relikte in Sprache und Volksmedizin. Aus dem Englischen übersetzt von Margarete Schönherr. In: Elfriede Grabner (Hrsg.): Volksmedizin: Probleme und Forschungsgeschichte. Darmstadt 1967, S. 444–458.